# Bâlines
 Bâlines  es una población y comuna francesa, en la región de Alta Normandía, departamento de Eure, en el distrito de Évreux y cantón de Verneuil-sur-Avre.

## Demografía
| 190 | 264 | 380 | 426 | 421 | 407 |
| Para los censos de 1962 a 1999 la población legal corresponde a la población sin duplicidades (Fuente: INSEE [Consultar]) |     |     |     |     |     |